# Catedral de Santiago de Montreal
La catedral de Santiago (en francés: Cathédrale Saint-Jacques) fue la catedral católica en Montreal en Quebec al este de Canadá desde 1825 hasta 1852, con el nombre de Santiago el Mayor . De 1825 a 1836, fue la sede del obispo auxiliar de Quebec en Montreal . Con la creación de la diócesis católica de Montreal en 1836, se convirtió en la catedral de la nueva diócesis.
La iglesia fue reconstruida por el arquitecto John Ostell para la Sociedad de San Sulpicio como parroquia, y consagrada en 1857. Se incendió al siguiente año. Fue reconstruida por Victor Bourgeau en 1860, con una torre de 85 metros agregada en 1876, una veleta de oro en 1905, y otra estructura en 1889. Se incendió una vez más en 1933. La iglesia casi cerró en 1965, pero en su lugar fue designado como centro de peregrinación y la iglesia cristiana oficial de la Expo 67. 
El edificio fue comprado en 1973 por la Universidad de Quebec en Montreal, y fue demolido parcialmente, excepto las estructuras clasificadas como monumentos históricos. Ellos fueron integrados en el Pabellón Judith-Jasmin dentro de la universidad.